# Koryfeusz
Koryfeusz, koryfej (gr. κορυφαῖος korypháios, od κορυφή koryphé „szczyt”, „wierzchołek”) – przewodnik chóru w teatrze starogreckim. Wygłaszał on najtrudniejsze kwestie oraz wyznaczał chórzystom tempo i wysokość dźwięku.
W zespołach baletowych mianem koryfeusz lub koryfej określa się tancerza, który jeszcze nie jest solistą, ale też nie jest już członkiem corps de ballet. W baletach klasycznych koryfeje zwykle wykonują tańce w mniejszych grupach (druhny, kawalerowie, przyjaciele i przyjaciółki głównych bohaterów) lub niewielkie partie solowe w tańcach charakterystycznych.
Współcześnie mianem tym określa się też wybitnych działaczy na polu nauki lub sztuki.